# Wang Kemin

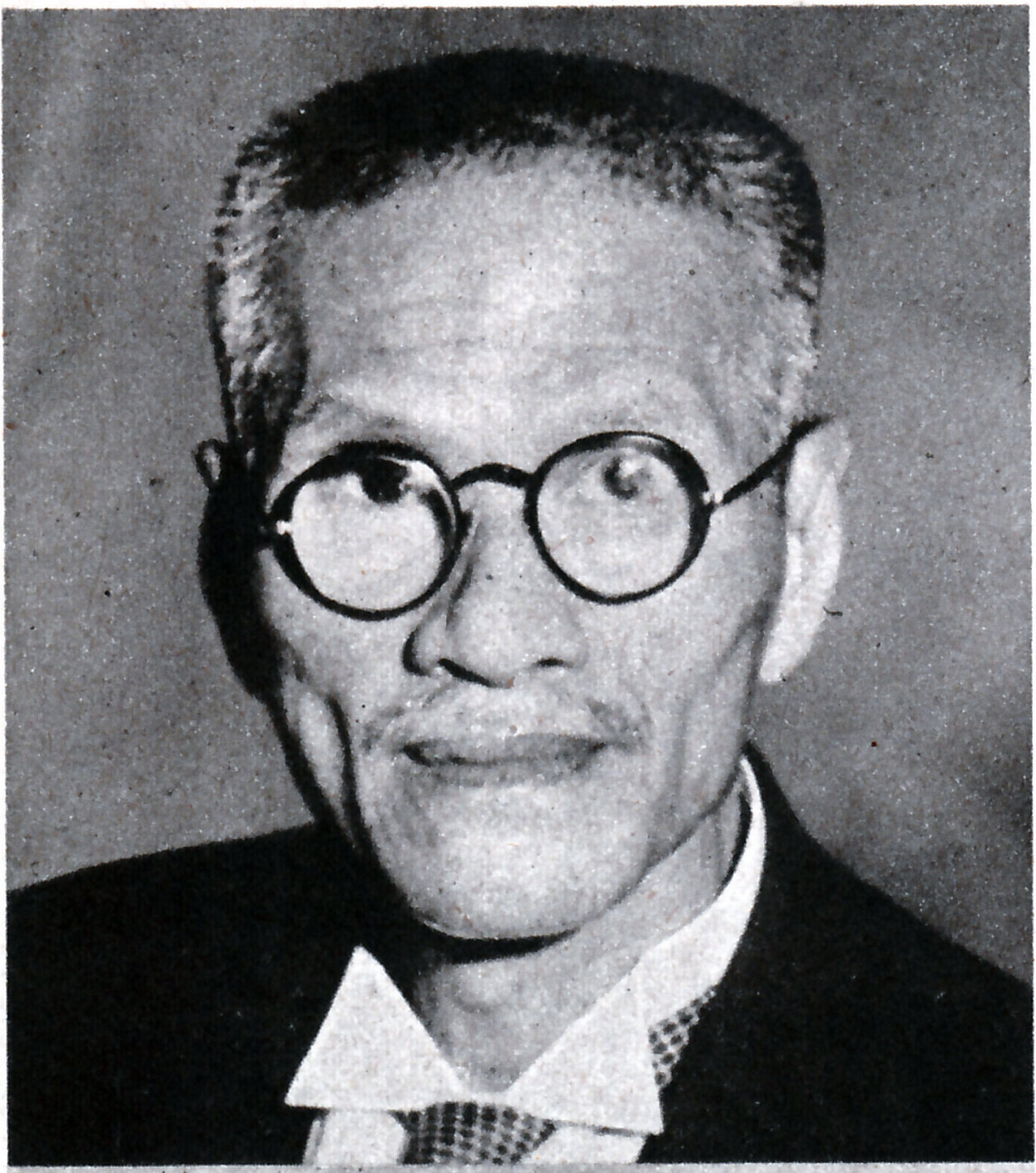
Wang Kemin

Wang Kemin (chinesisch 王克敏, auch 王柯敏 geschrieben, japanisch Ō Kokubin gesprochen; geboren 4. Mai 1876 im Bezirk Hang (Provinz Zhejiang), China; gestorben 25. Dezember 1945 in Peking, China) war ein chinesischer Diplomat und Außenminister.

## Leben und Wirken
Wang Kemin wurde nach Bestehen der Aufnahmeprüfung für den Staatsdienst im Jahr 1900 nach Japan geschickt, wo er sich um die dort studierenden Chinesen kümmerte. Nach seiner Rückkehr nach China im Jahr 1907 wurde er im diplomatischen Dienst tätig. 1913 wurde er außerdem Direktor der Chinesisch-Französischen Industriebank. 1917 wurde er Finanzchef im Kabinett von Wang Shizhen (王 士珍; 1861–1930) und Gouverneur der Bank von China. Im Jahr 1927 wurde er als Rebell von der Kuomintang verhaftet und floh nach Dalian im Pachtgebiet Kwantung, das unter japanischer Herrschaft stand.
1932 wurde Wang, prominenter Pro-Japan-Politiker, Mitglied des Komitees für politische Angelegenheiten im Nordosten, im Jahr 1934 Mitglied des Komitees für politische Angelegenheiten in Peking und 1935 Mitglied des Komitees für politische Angelegenheiten in Jizhou, einem Stadtbezirk von Hengshui. Als es 1937 zum Ausbruch des Zweiten Japanisch-Chinesischen Krieges kam, spielte er ab 1940 unter Wang Jingwei eine politische Rolle in Nordchina. Er war Vorsitzender des Verwaltungsausschusses der Provisorischen Regierung der Republik China auf Taiwan und ab 1943 Vorsitzender einer Marionettenregierung in Nordchina.
Nach der Niederlage Japans im Zweiten Weltkrieg wurde Wang im Dezember 1945 von der chinesischen Regierung unter Mao Zedong als Kriegsverbrecher verhaftet und kam in ein Gefängnis in Peking, wo er am 25. Dezember Suizid beging.